# 生化危機 (電視劇)
《生化危機》（英語：Resident Evil）是由安德魯·達布為Netflix製作的美國動作恐怖電視劇，改編自卡普空的恐怖遊戲《生化危機》。是繼動畫劇集《惡靈古堡：無盡闇黑》之後該系列第二部電視改編，亦是繼同名電影系列和重啟之後的第三部真人改編影劇。該系列有自己的世界觀，但會以遊戲系列的故事情節為背景故事作為基礎。
2019年，Netflix開始與曾經改編系列電影的康斯坦丁影業開發劇集。劇集於2020年正式宣佈開通製作，首季共八集，每集片長約一小時。Dabb被聘為節目統籌。由於COVID-19疫情，製作延後了八個月並從2021年2月至7月進行拍攝。劇集於2022年7月14日播出後，受到各方面的批評。在劣評如潮下，Netflix在同年8月正式宣佈取消餘下的續集預訂，形同腰斬。

## 劇情概要
劇集主線劇情有兩條時間線——2022年和2036年，相隔14年。舊時間線圍繞亞伯·威斯卡的雙個孿生女兒潔德（Jade）和Billie。她們的生活在雨傘公司重新聘用亞伯到管理層後起急劇變化。他們來到雨傘公司設計的新據點，新浣熊市（New Raccoon City）。兩姊妹在當中發現了她們的身世和雨傘公司的黑暗秘密，而她們的父親需要處理T病毒的爆發。
而來到2036年的倫敦，T病毒所帶來的災害已遍及世界各地，人類只剩下300萬人，退到高牆之內苟延殘喘，而受感染的60億人成為被稱為「Zero」的喪屍包圍著城市。地球僅存的大型勢力就是雨傘公司，並對身懷秘密的潔德展開追捕。

## 角色列表

### 主要角色
- 愛娜·巴連絲卡 飾演 潔德·維斯卡[7]
  - 塔瑪拉·斯馬特 飾演 年輕的潔德·維斯卡[7]
- 艾德琳·羅道夫 飾演 Billie Wesker[3]
  - 席安娜·阿奎東 飾演 年輕的Billie Wesker[7]
- 葆拉·努涅斯 飾演 Evelyn Marcus[7]
- 藍斯·瑞迪克 飾演：
  - Al Wesker，Jade和Billie的爸爸
  - Bert Wesker，Jade和Billie的叔父和Al的兄弟
  - Alby Wesker，Al和Bert已離世的哥哥
  - 亞伯·維斯卡，一個為自己製造了多個複製人的離職雨傘公司高層

## 集數
| 集數 | 標題                        | 譯名             | 導演            | 編劇                        | 首播日期      |
| ---- | --------------------------- | ---------------- | --------------- | --------------------------- | ------------- |
| 1    | Welcome to New Raccoon City | 歡迎來到新拉昆市 | Bronwen Hughes  | Andrew Dabb                 | 2022年7月14日 |
| 2    | The Devil You Know          | 認識的惡魔       | Bronwen Hughes  | Mary Leah Sutton            | 2022年7月14日 |
| 3    | The Light                   | 光               | Rob Seidenglanz | Shane Frank & Garett Pereda | 2022年7月14日 |
| 4    | The Turn                    | 轉變             | Rob Seidenglanz | Kerry Williamson            | 2022年7月14日 |
| 5    | Home Movies                 | 家庭影片         | Rachel Goldberg | Lindsey Villarreal          | 2022年7月14日 |
| 6    | Someone's Little Girl       | 別人的寶貝女兒   | Batan Silva     | Jeff Howard                 | 2022年7月14日 |
| 7    | Parasite                    | 寄生蟲           | Batan Silva     | Mary Leah Sutton            | 2022年7月14日 |
| 8    | Revelations                 | 啟示             | Rachel Goldberg | Tara Knight & Andrew Dabb   | 2022年7月14日 |

## 外部連結
- 在Netflix上觀看《生化危機》
- 互联网电影数据库（IMDb）上《生化危機》的资料（英文）
- 爛番茄上《生化危機》的資料（英文）
- 豆瓣电影上《生化危機》的資料 （简体中文）